# 51–65 Commercial Street

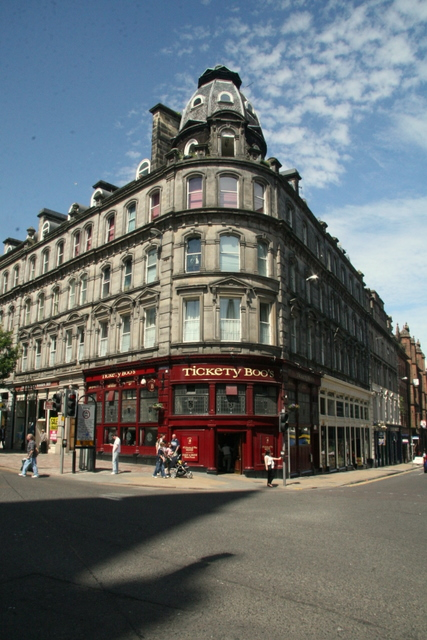
51–65 Commercial Street

Unter der Adresse 51–65 Commercial Street in der schottischen Stadt Dundee in der gleichnamigen Council Area befindet sich eine Geschäftsgebäudezeile. 1979 wurde das Bauwerk in die schottischen Denkmallisten in der höchsten Denkmalkategorie A aufgenommen.

## Beschreibung
Stilistisch weist die Gebäudezeile zahlreiche Parallelen zu den umliegenden Komplexen auf, die im Zuge der Stadtmodernisierung im Jahre 1871 von dem Stadtarchitekten William Mackison entworfen wurden. Trotzdem zeichnet Alexander Johnston für die Planung der 1877 errichteten Gebäudezeile verantwortlich.
Die vierstöckige Gebäudezeile steht an der Ostseite der Commercial Street im Zentrum Dundees. Sie nimmt die gesamte Länge zwischen der Murraygate und der Seagate ein und setzt sich ein kurzes Stück entlang beider Straßen fort. An der Nordseite schließt sich das Ensemble 73–99 Commercial Street an.
Das Mauerwerk besteht aus gelblichem Sandstein. Die westexponierte Hauptfassade ist 16 Achsen weit. Ebenerdig sind Ladengeschäfte eingerichtet, deren Schaufenster teils mit gusseisernen Säulen mit kompositen Kapitellen ausgestaltet sind. Entlang der Seagate ist ein Mezzanin ausgeführt. Im ersten Obergeschoss bekrönen abwechselnd auf Konsolen gelagerte Dreiecksgiebel und Segmentbogengiebel die Fenster. Die segmentbogigen Fenster des zweiten Obergeschosses sind mit, die des dritten Obergeschosses ohne Schlusssteine ausgeführt. Gurtgesimse gliedern die Fassade horizontal. Auf dem Kranzgesimse verläuft teils eine Steinbalustrade. Die abschließenden Dächer sind mit Schiefer eingedeckt und mit Rundbogengauben ausgeführt.